# 严义埙
严义埙（1939年2月—），男，汉族，上海人，中华人民共和国政治人物，曾任中国科学院上海技术物理研究所所长，中国科学院副院长，中国宇航学会副理事长，第七、八、九、十届全国人大代表。

## 生平
1998年3月，第九届全国人大第一次会议上，他当选全国人民代表大会常务委员会委员。